# Daipotamon minos
Daipotamon minos is een krabbensoort uit de familie van de Potamidae. De wetenschappelijke naam van de soort is voor het eerst geldig gepubliceerd in 1996 door Ng & Trontelj.